# 377 Campania
377 Campania è un asteroide della fascia principale del diametro medio di circa 91,05 km. Scoperto nel 1893, presenta un'orbita caratterizzata da un semiasse maggiore pari a 2,6915655 UA e da un'eccentricità di 0,0756447, inclinata di 6,67958° rispetto all'eclittica.
Il suo nome è dedicato all'omonima regione italiana.